# Galbarros
Galbarros ist ein Dorf und eine Gemeinde mit 27 Einwohnern (Stand: 2024) in der Comarca La Bureba im Osten der Provinz Burgos innerhalb der autonomen Gemeinschaft von Kastilien-León in Spanien. Zur Gemeinde gehören neben dem Hauptort Galbarros noch die Ortschaften Caborredondo, Ahedo de Bureba und San Pedro de la Hoz.

## Lage und Klima
Der Ort Galbarros liegt in einer Höhe von ca. 1000 m etwa 30 Kilometer nordwestlich der Provinzhauptstadt Burgos am Río Zorita. Das Klima ist gemäßigt bis warm; der für spanische Verhältnisse reichliche Regen (ca. 676 mm/Jahr) fällt – mit Ausnahme der eher trockenen Sommermonate – übers Jahr verteilt.

## Bevölkerungsentwicklung
| Jahr      | 1970 | 1981 | 1991 | 2001 | 2011 | 2021 |
| Einwohner | 50   | 27   | 31   | 34   | 30   | 30   |

Die seit den 1950er Jahren deutlich gesunkenen Einwohnerzahlen sind als Folge der Mechanisierung der Landwirtschaft und der Aufgabe bäuerlicher Kleinbetriebe zu sehen.

## Wirtschaft
Das Gebiet der Comarca La Bureba ist schon seit alters her ein Weizenanbaugebiet, aber auch Sonnenblumen und Leguminosen werden ausgesät.

## Sehenswürdigkeiten
- Kirche Mariä Geburt (Natividad de Nuestra Señora) in Galbarros